# Sabah (quotidiano)
Sabah è un quotidiano turco, con una tiratura di circa 330 000 copie nel 2011. Il suo nome significa "mattina" in turco.
Il giornale è stato fondato a Smirne da Dinç Bilgin il 22 aprile 1985.
Nel 2007, il governo del primo ministro turco Recep Tayyip Erdoğan ha sequestrato il giornale, citando un documento legale che non era stato divulgato alle autorità quando Sabah è stato venduto nel 2001. La proprietà del giornale è stata data al Savings Deposit Insurance Fund della Turchia. Alcuni membri dello staff del giornale sono stati licenziati e il giornale è stato poi venduto al Turkuvaz Media Group appartenente alla Çalık Holding il cui CEO, Berat Albayrak, è il genero di Erdoğan e il cui presidente, Ahmet Çalık, è stato descritto come uno "stretto collaboratore" di Erdoğan. La vendita da 1,1 miliardi di dollari ha suscitato notevoli polemiche in Turchia, anche perché è stata parzialmente finanziata da 750 milioni di dollari di prestiti da due banche statali, VakıfBank e Halkbank, ed è stata venduta per il prezzo minimo, con Çalık Holding come unico offerente.
Secondo Aslı Aydıntaşbaş, che era il capo dell'ufficio di Ankara di Sabah fino all'acquisizione, da allora il giornale ha assunto "una linea incrollabile a favore del governo".
Il gruppo Kalyon ha rilevato il giornale nel 2013.
Kalyon Group è l'attuale editore, mentre Erdal Şafak è il redattore capo.